# 鍋山村
鍋山村（なべやまむら）は、島根県飯石郡にあった村。現在の雲南市三刀屋町殿河内、三刀屋町乙加宮、三刀屋町里坊、三刀屋町根波別所にあたる。

## 地理
- 河川：三刀屋川[1]、浜奥川[1]、灰谷川[1]、深谷川[1]

## 歴史
- 1889年（明治22年）4月1日、町村制の施行により、飯石郡殿河内村、乙加宮村、里坊村、根波別所村が合併して村制施行し、鍋山村が発足[2][3]。
- 1905年（明治38年）多根鍋山信用購買組合設立[2]。
- 1954年（昭和29年）1月20日、飯石郡三刀屋町、飯石村、中野村と合併し三刀屋町が存続して廃止された[2][3]。

## 産業
- 農業[2]